# Museu de Israel
O Museu de Israel (em hebraico: מוזיאון ישראל,ירושלים, romaniz.: Muze'on Yisrael) é o museu nacional do Estado de Israel, fundado em 1965 e localizado na região central de Jerusalém. O então prefeito Teddy Kollek foi quem dirigiu todo o desenvolvimento do museu, que até os dias de hoje é um dos maiores do mundo em arqueologia bíblica, tendo abrigado artefatos provenientes da África, América e Oceania. 
O museu possui várias alas, incluindo o Santuário do Livro, onde estão depositados os Manuscritos do Mar Morto.

## Modelo do Segundo Templo
Uma das mais recentes adições ao museu é um modelo de Jerusalém como parecia durante a época do Segundo Templo. O modelo reconstrói a topografia e caráter arquitetônico da cidade, já que foi até 66 dC, ano em que a grande revolta contra os romanos estourou, o que posteriormente levou à destruição da cidade e do templo. Originalmente construído em razão da Holyland Jerusalém Hotel, o modelo que inclui um cópia do Templo de Herodes, é agora uma característica permanente do campus museu, junto ao Santuário do Livro.

### Imagens

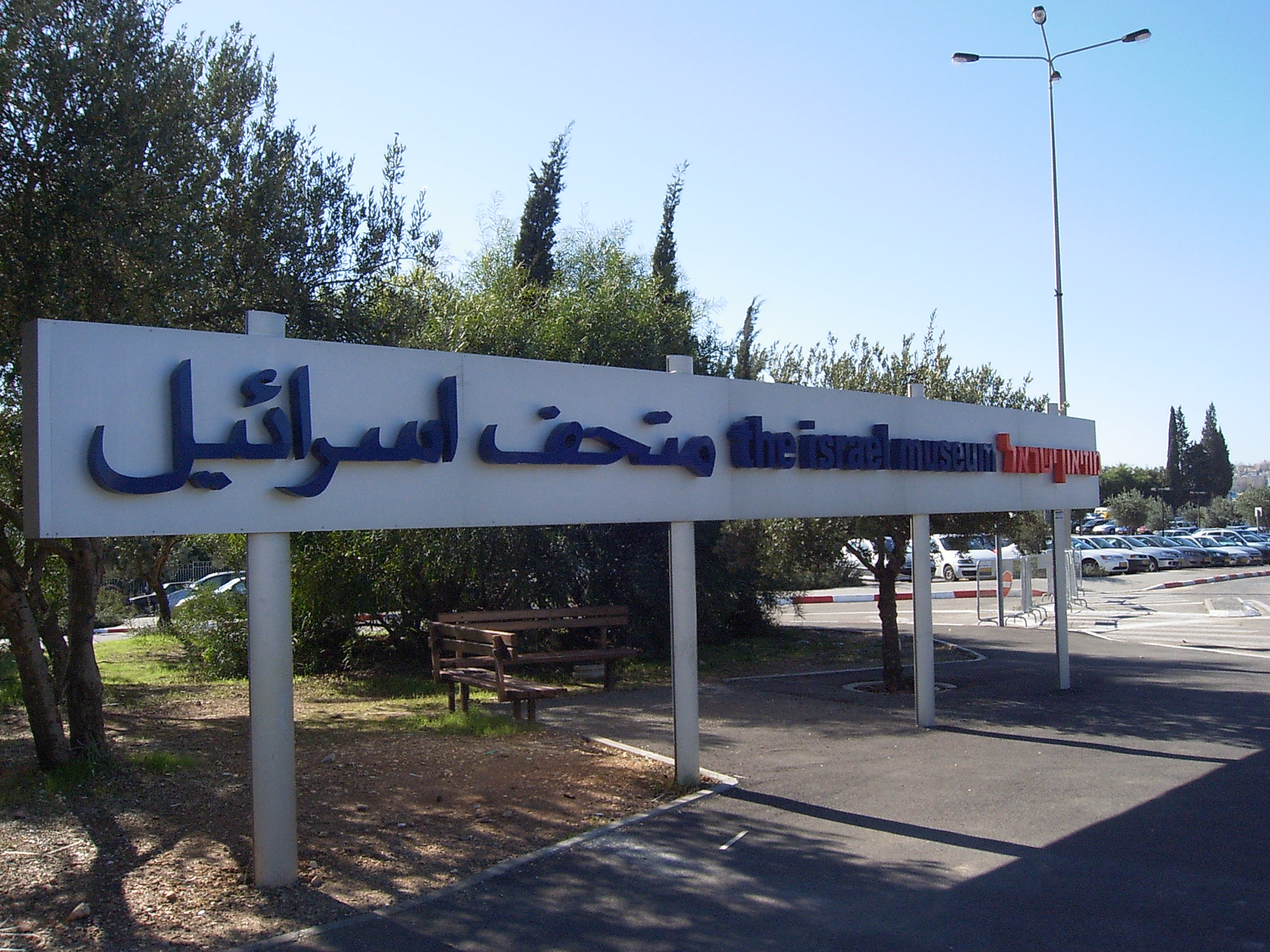
O letreiro da entrada
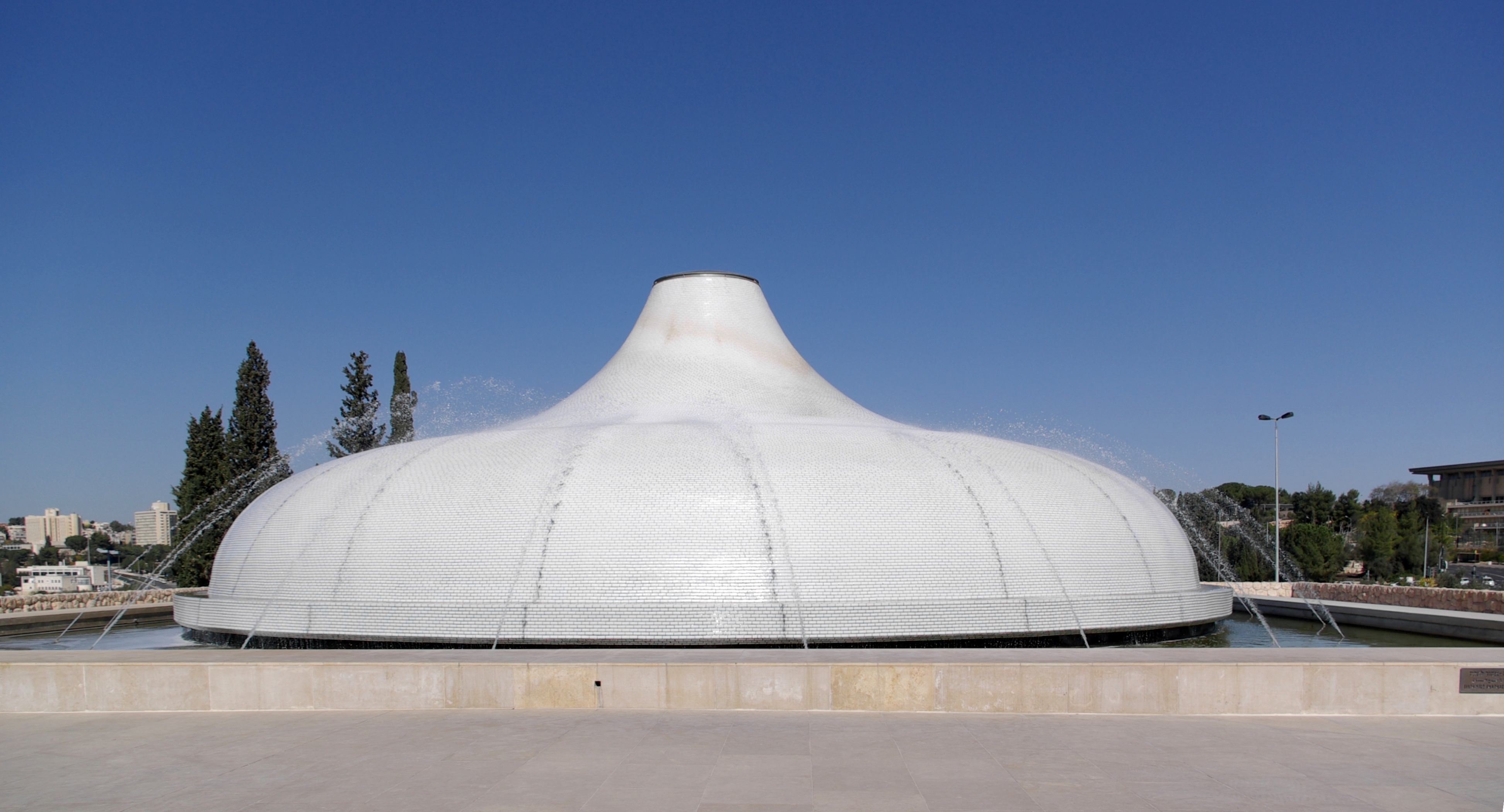
O Santuário do Livro
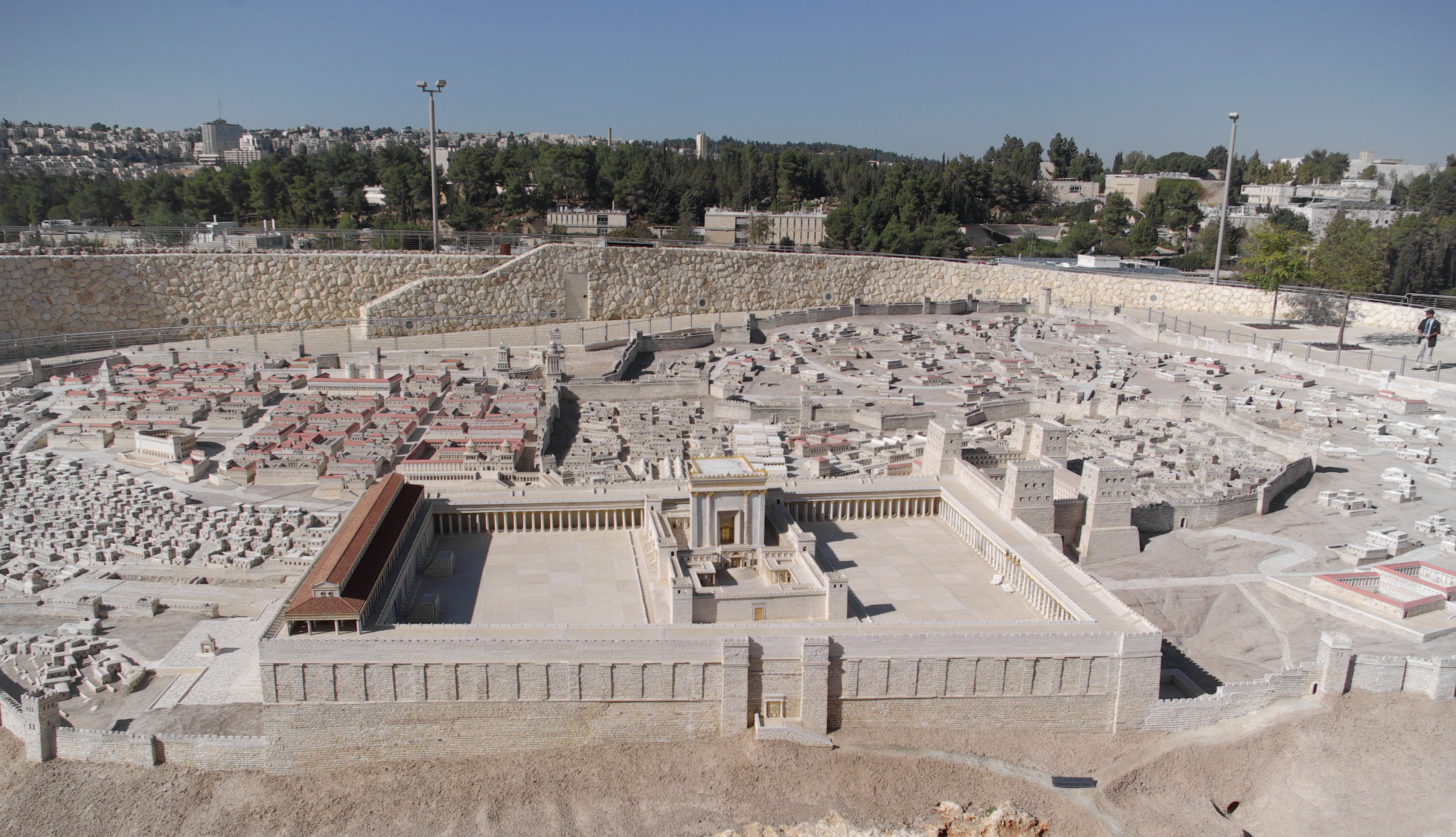
Modelo do Segundo Templo